# Brevard County
Brevard County är ett county i delstaten Florida. Den administrativa huvudorten (county seat) är Titusville. 

## Geografi
Enligt United States Census Bureau har countyt en total area på 4 033 km². 2 637 km² av den arean är land och 1 396 km² är vatten. 

### Angränsande countyn
- Volusia County, Florida - nord
- Indian River County, Florida - syd
- Osceola County, Florida - sydväst
- Orange County, Florida - väst
- Seminole County, Florida - nordväst